# Шардарински район
Шардарински район (на казахски: Шардара ауданы) е съставна част на Туркестанска област, Казахстан.
Има обща площ 12 950 км2 и население 78 868 души (по приблизителна оценка към 1 януари 2020 г.). Административен център е град Шардара.